# Lai da Vons
Der Lai da Vons ist ein Gebirgssee im Kanton Graubünden. Der Name leitet sich ab von rätoromanisch vonn für «Mulde».
Der See liegt in einer Höhe von 1991 m ü. M. auf dem Gebiet der Gemeinde Andeer. Er ist über einen knapp drei Kilometer langen Bergwanderweg von Sufers aus zu erreichen (ca. 560 Höhenmeter). Im Sommer verkehrt ein Bus.
Das Seeufer ist ein Flachmoor von regionaler Bedeutung, am westlichen Ufer ist Schwingrasen vorhanden.
Der Geograph Conradin Burga wies menschliche Spuren am Lai da Vons aus der Zeit um 2800 v. Chr. nach. Der Pass des Lai da Vons war ein alter Handelsweg und verbindet Andeer mit dem San-Bernardino-Pass und dem Splügenpass unter Umgehung der damals noch nicht erschlossenen Roflaschlucht.

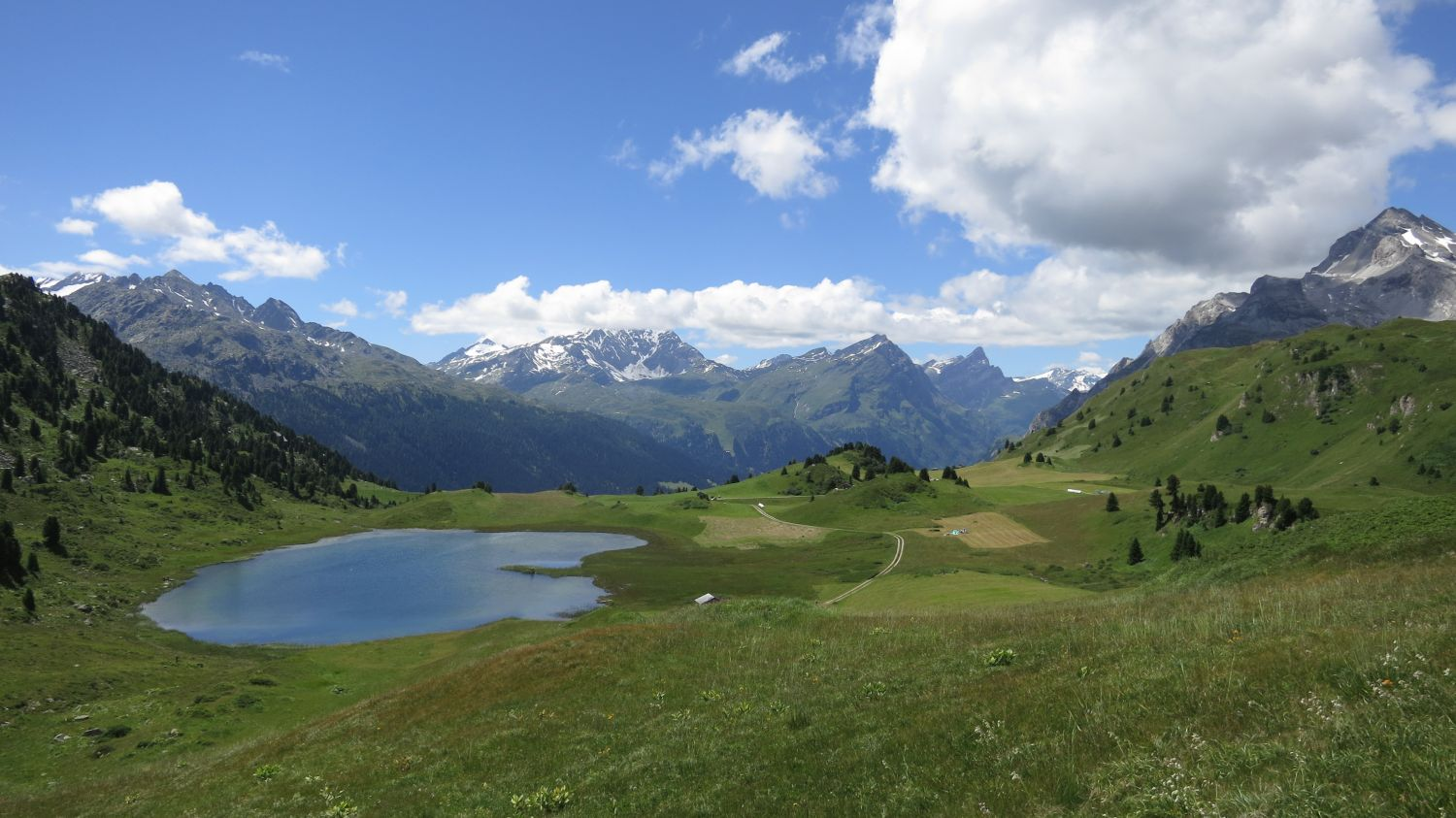
Lai da Vons nach Südwesten von der leichten Anhöhe am Übergang ins Schams
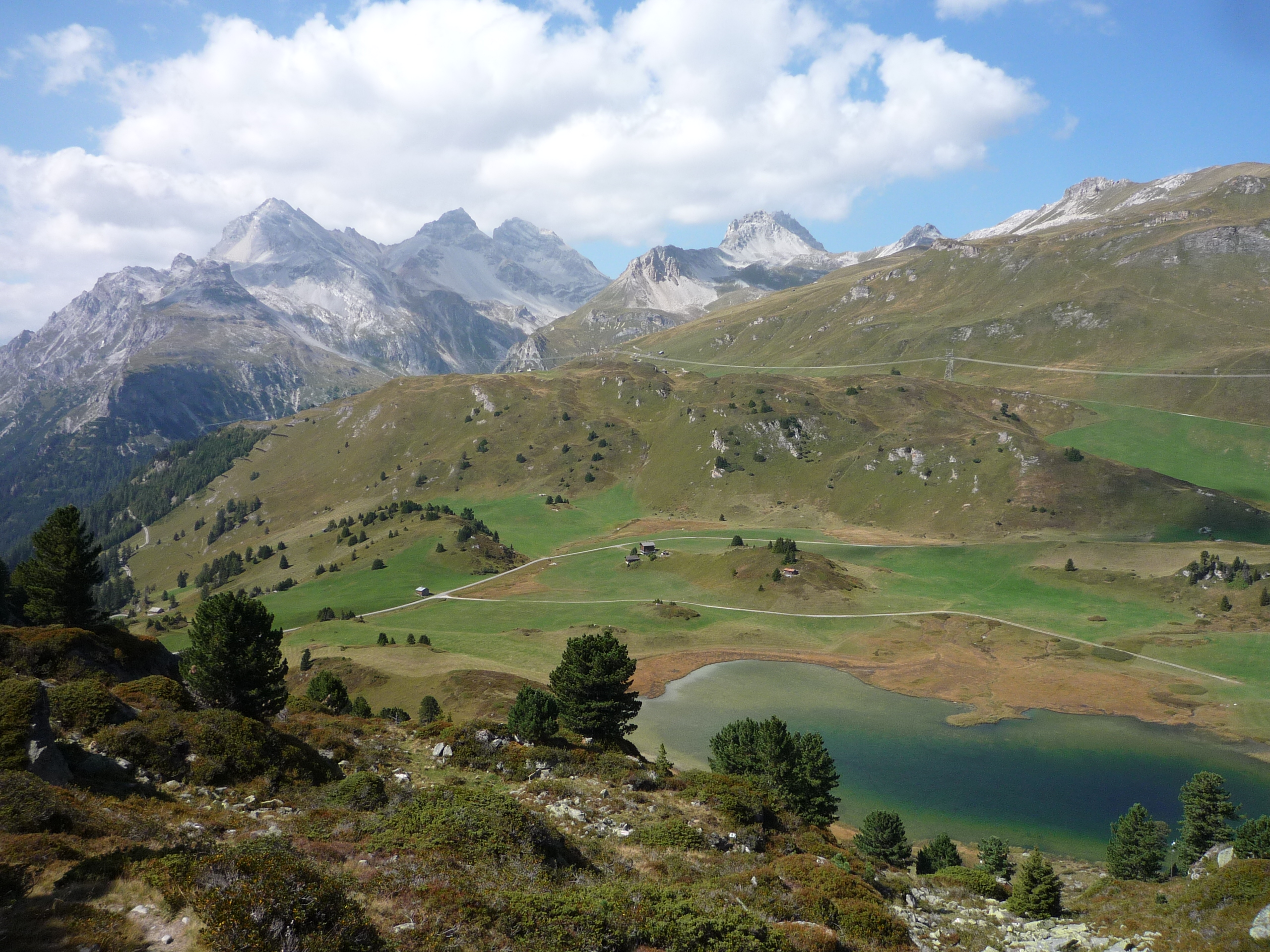
Lai da Vons von Osten gegen das Alperschällihorn
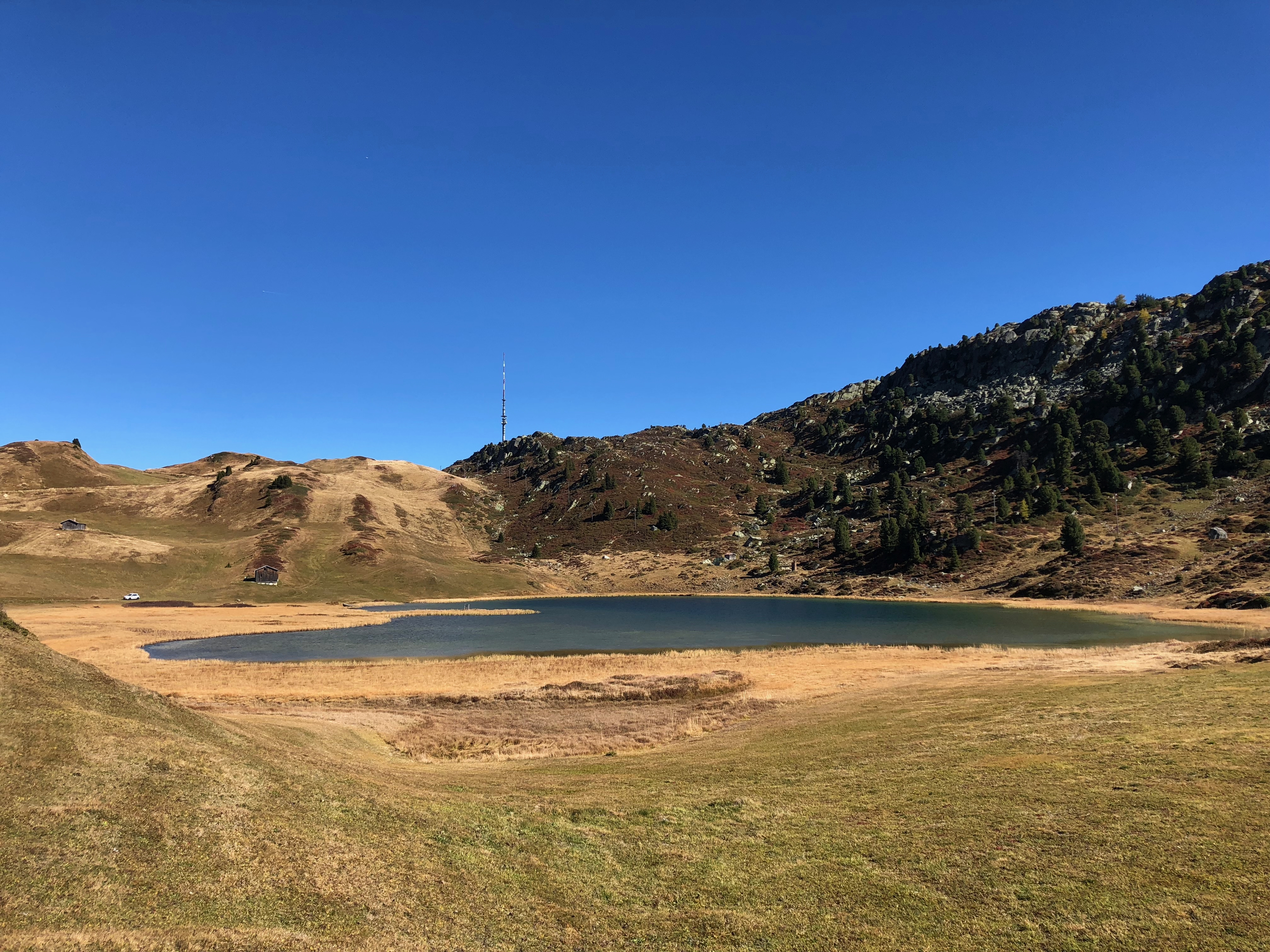
Blick nach Nordosten, mit Fernsehsendeantenne
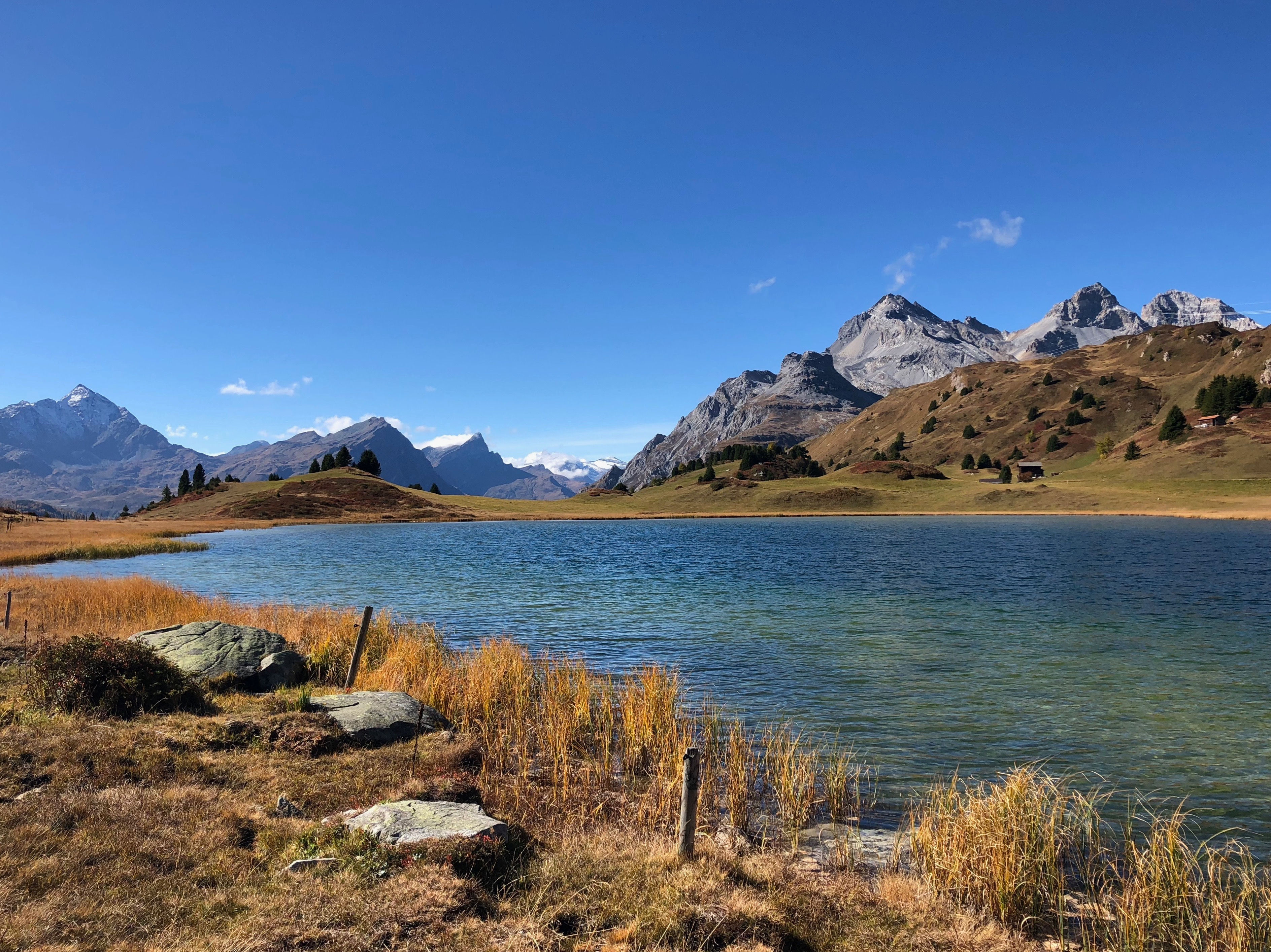
Blick nach Südwesten (v. l. n. r. Pizzo Tambo, Guggernüll, Einshorn, Teurihorn, Steilerhorn, Alperschällihorn)
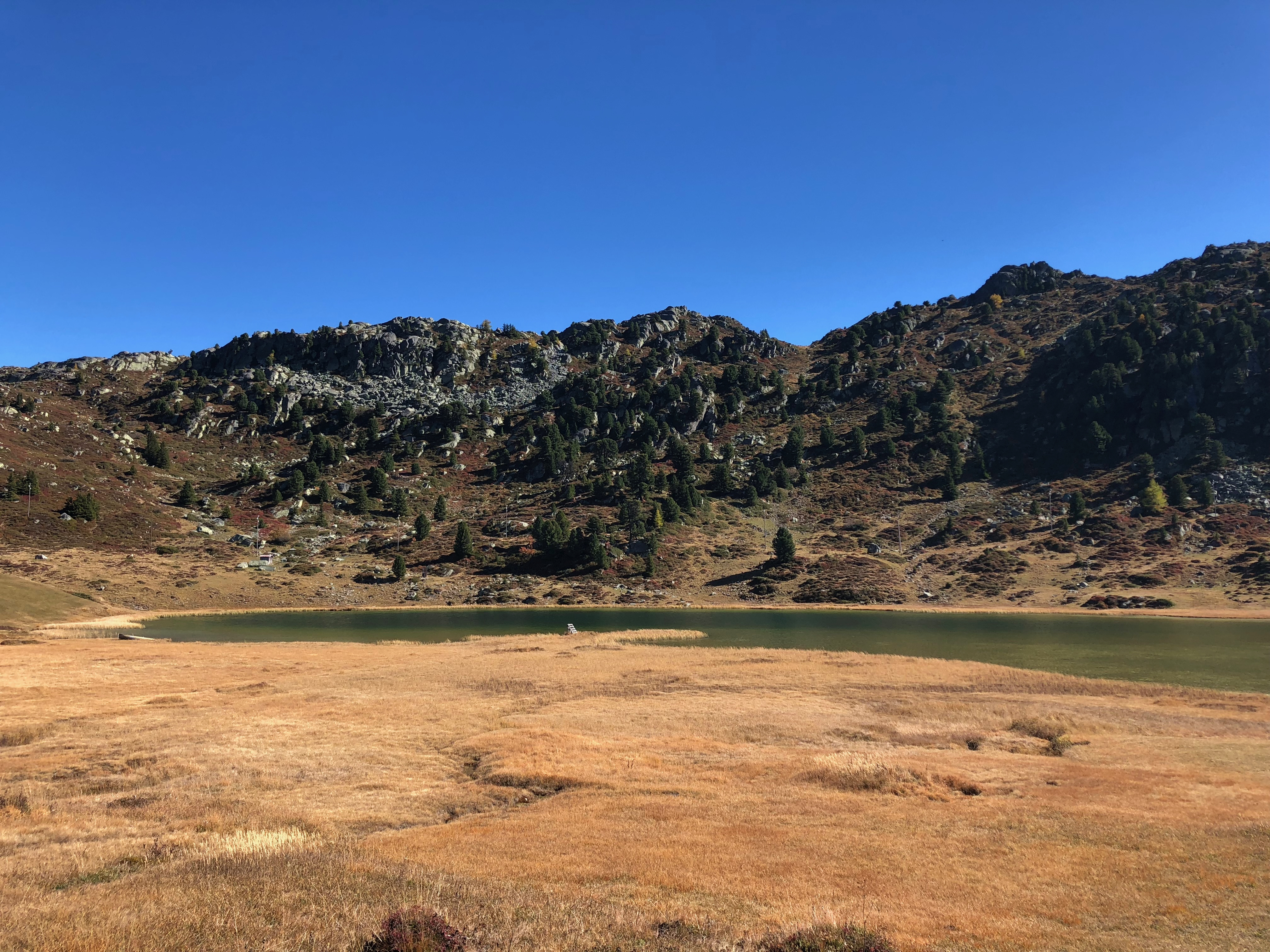
Schwingrasen am Westufer

Die Grenzbrigade 12 errichtete beim Lai da Vons die beiden Infanteriewerke A 7840 und A 7841 mit jeweils einem verbunkerten Maschinengewehr. Die Stellungen sind zurückgebaut worden. Noch sichtbar sind drei gemauerte militärische Höhenunterkünfte.
Am Lai da Vons wurden einzelne Szenen des Heidi-Films von 2015 gedreht.